# Lucas Lima (football, 1991)
Ne doit pas être confondu avec Lucas Lima (football, 1990).
Lucas Lima (né le 10 octobre 1991 à Estação) est un footballeur brésilien qui joue au poste d'arrière gauche. Il joue actuellement à İstanbul Başakşehir, en Turquie.

## Biographie
Né en 1991 à Estação, Lima, comme il préfère qu'on l'appelle, commence sa carrière dans le club brésilien de Paraná en D2 brésilienne où il se révèle au poste de latéral gauche.
Il signe alors à l'été 2012 en première division à Botafogo.
Il est prêté par la suite à Goias, en première division brésilienne, avant de retourner en D2 brésilienne à l'ABC Natal.
En juin 2015, il rejoint le Vieux Continent et s'engage avec le club portugais d'Arouca. Il s'engage ensuite en faveur du FC Nantes le 28 juin 2016 jusqu'en 2020, contre une indemnité de transfert de 1 100 000 euros. Pour sa première saison en Ligue 1, il débute chacune des 38 rencontres de championnat et inscrit un but, le 21 décembre 2016, offrant la victoire aux siens lors de la réception de Montpellier (1-0, 19e journée). Il délivre également deux passes décisives. Devenu incontournable sur le terrain et au sein du vestiaire, il est prolongé le 20 septembre 2017 jusqu'en juin 2022. Le 29 novembre 2017, il offre la victoire au FC Nantes contre AS Monaco en inscrivant pendant les arrêts de jeu le seul et unique but de la rencontre.

## Style de jeu
Lucas Lima joue principalement sur le flanc gauche de la défense. Il possède des capacités offensives élevées, ce qui amènera certains de ses entraîneurs à le faire jouer plus haut sur le terrain et donc plus offensif, comme en position de milieu gauche par exemple. Il possède des qualités techniques et n'hésite pas à aller provoquer en 1 contre 1 ses adversaires. C'est aussi un des joueurs centrant le plus en Europe. Il est très habile sur coup de pied arrêté et la majorité de ses buts sont inscrits de cette manière.

## Palmarès
- Vainqueur du championnat de Rio de Janeiro en 2013 avec Botafogo.